# Leptogorgia panamensis
Leptogorgia panamensis is een zachte koraalsoort uit de familie Gorgoniidae. De koraalsoort komt uit het geslacht Leptogorgia. Leptogorgia panamensis werd in 1860 voor het eerst wetenschappelijk beschreven door Duchassaing & Michelotti. 